# フェンダー・ブロンコ
フェンダー・ブロンコ (Fender Bronco) はフェンダーが1967年から1981年にかけて製造したエレクトリックギター。ボディとネックはムスタングの物を使用しているが、ピックアップは1基でトレモロ・ユニットも異なる。ムスタングから派生した他のモデルとは異なり、24インチスケールで2ピースメイプルのネック、ドット・インレイの施されたローズウッドのラウンド貼り指板で22フレット仕様となっている。
他のムスタングファミリーと同様、スチューデントモデルとして作られた。ショートスケールなので手の小さな奏者にも適した。当初は練習用のコンパクトなブロンコ・アンプとのパッケージ販売であった。
1基のピックアップはブリッジ側に位置しており、ネック側にあるミュージックマスター、双方にあるムスタングとデュオソニックとの違いとなっている。独特のトレモロ・ユニットはレオ・フェンダーの手がけた4番目の、そして最も人気のないデザインであり、ブロンコにしか搭載されていない。これは「フェンダー・スティール・ヴィブラート」として知られ、俗に「ブロンコ・トレム (Bronco trem)」と呼ばれている。アークティック・モンキーズのアレックス・ターナーなど、一部に愛用者もいるが、ブロンコをメインのギターとして使用する者は多くない。
一般的なブロンコはローズウッド指板にダコタ・レッド仕上げである。 1970年代後期の一部のモデルにはメイプル指板のものがある。ミュージックマスター、ムスタングと同じく1981年にリード・シリーズへ置き変わる形で生産終了となった。最終的なカラーバリエーションはダコタ・レッド、ブラック、オリンピック・ホワイトとミッドナイト・ワインの4種類であった。その後、ブロンコの名前はスクワイアブランドのブロンコベースに引き継がれたのみで、2008年時点で再生産はされていない。

## 使用ミュージシャン
- ローリング・ストーンズのミック・テイラーが「イッツ・オンリー・ロックン・ロール」のビデオでブロンコをかき鳴らしている。
- XTCのアンディ・パートリッジは「がんばれナイジェル (Making Plans For Nigel)」と「ライフ・ビギンズ・アット・ザ・ホップ」のミュージック・ビデオでブロンコを使用している。
- マーズ・ヴォルタ、アット・ザ・ドライヴインのギタリスト、オマー・ロドリゲス・ロペスはアルバム『アクロバティック・テナメント』のCDジャケットでブロンコにスポットをあてている。
- アークティック・モンキーズのアレックス・ターナーは2007年はじめからブラックのブロンコを使用している。これは「ブライアンストーム」のミュージック・ビデオや2007年のグラストンベリー・フェスティバルでのパフォーマンスで確認できる。